# 7363 Esquibel
A 7363 Esquibel (ideiglenes jelöléssel 1996 FA1) a Naprendszer kisbolygóövében található aszteroida. NEAT fedezte fel 1996. március 18-án.